# KL Большого Пса
KL Большого Пса (лат. KL Canis Majoris), HD 46035 — двойная затменная переменная звезда типа Алголя (EA) в созвездии Большого Пса на расстоянии приблизительно 903 световых лет (около 277 парсеков) от Солнца. Видимая звёздная величина звезды — от +6,96m до +6,73m. Орбитальный период — около 1,7623 суток.

## Характеристики
Первый компонент — бело-голубая звезда спектрального класса B8V.